# Xylopsocus edentatus
Xylopsocus edentatus là một loài bọ cánh cứng trong họ Bostrichidae. Loài này được Montrouzier miêu tả khoa học năm 1861.